# Yes (canción)
«Yes» es una canción del rapero estadounidense Fat Joe, Cardi B y el puertorriqueño Anuel AA. La canción fue lanzada el 6 de septiembre de 2019, como el segundo sencillo del álbum colaborativo de Fat Joe y Dre, Family Ties (2019).

## Antecedentes y lanzamiento
Acerca de la creación, Fat Joe comentó que «este es especial, ¿sabes lo que estoy diciendo? Puff Daddy me dijo a mí y Cool en el pasado que cada disco exitoso tiene una historia». «Yes» es una canción bilingüe de hip hop, con el verso de Anuel AA en español. Cardi B se renombra como La Caldi en la canción.
La pista utiliza una muestra de la exitosa canción de 1972 «Aguanilé», de los músicos de salsa Héctor Lavoe y Willie Colón.

## Rendimiento comercial
En los Estados Unidos, «Yes» alcanzó la posición número cinco en la lista de Billboard  Rhythmic. Mientras que en la lista Bubbling Under Hot 100, alcanzó en el número ochenta y seis.

## Posicionamiento en listas
| Listas (2019)                                   | Mejor posición |
| ----------------------------------------------- | -------------- |
| Estados Unidos (Bubbling Under Hot 100 Singles) | 86             |
| Estados Unidos (Rhythmic)                       | 5              |

## Historial de lanzamiento
| País   | Fecha                   | Formato          | Discográfica | Ref   |
| ------ | ----------------------- | ---------------- | ------------ | ----- |
| Varios | 6 de septiembre de 2019 | Descarga digital | RNG, Empire  | [ 1 ] |